# Lope Martínez de Isasti
Lope Martínez de Isasti (Lezo 1565-1626) fue un historiador y sacerdote  español del siglo XVII. Realizó interesantes publicaciones sobre la historia de Guipúzcoa y sobre la represión del fenómeno brujeril en el País Vasco. Su obra  fue motivo de estudio por los historiadores posteriores como Rafael Floranes en el siglo XVII, Antonio María de Zavala en el siglo XVIII o Julio Caro Baroja en el siglo XX. Varios municipios le dedicaron una calle en su memoria.

## Biografía y trayectoria profesional
Nació en Lezo, provincia española de Guipúzccoa, en 1565. Su padre fue oficial de tesorería de los Estados de Flandes en Amberes y  miembro de la armada de Magallanes en 1581. Su abuelo materno fue capitán de la Armada Real y falleció en combate naval contra naves holandesas.  
Realizó sus estudios en la Universidad de Salamanca, donde se doctoró en Cánones y Teología Moral.
En1595, con la colaboración con su hermano, proyectó la construcción del santuario del  Santo Cristo de Lezo.
En 1597 fue a Tuy como maestro de ceremonias y confesor de la familia episcopal, dotándole con la abadía de Nigran en Galicia.  En 1601 marchó a Ávila, cuyo obispo le llamó para servir en los mismos ministerios que en Tuy. 
En 1606 fue nombrado fiscal de la cámara apostólica de Pamplona por designación del cardenal nuncio Millino así como confesor y predicador en el Obispado de Pamplona, en la Corte real y en el Arzobispado de Toledo.
En 1612, al asumir por herencia la teneduría del astillero de Lezo, tuvo que dar cuenta de la misma en Madrid durante muchos años, en concreto desde 1618 hasta 1626. Aprovechó estos años de estancia en la Corte para escribir su obra histórica.
Presentó su obra histórica a las Juntas Generales de Guipúzcoa, pero estas no la aprobaron. La oposición de la provincia a su publicación se basaba en el favor que concedía a los parientes mayores. Al no ser aprobada por la diputación, su obra corrió manuscrita y fue leída profusamente por los historiadores posteriores de la provincia.
Los municipios de Rentería y Lezo dedicaron una calle en su memoria.

## Publicaciones
Se conservan varios manuscritos de la obra titulada Compendio histórico de la Muy Noble y Muy Leal Provincia de Guipúzcoa. En 1781 llegó a manos de la Diputación de Guipúzcoa un ejemplar que había adquirido en Valladolid Rafael Floranes. Durante los años 1781 y 1782 las Juntas de Guipúzcoa trataron de estudiar la obra, comisionando a diferentes eruditos para este objetivo, entre ellos a Antonio María de Zavala. Se imprimió por primera vez en 1850.
Relación del doctor don Lope de Ysasti presbítero y beneficiario de Leço que se encuentra en Guipúzcoa sobre los maléficos de Cantabria por orden del señor Inquisidor Campofrío en Madrid, 1618 (publicado en 1933). Informa sobre la represión contra la brujería en el País Vasco.
En ambas publicaciones cohabitan la eficiencia y minuciosidad de los datos allí expuestos con algunos inventos y bulos.